# 渡里忠景
渡里 忠景（わたり ただかげ、生没年不明）は、日本の鎌倉時代から南北朝時代にかけての武将。通称は新左衛門、藤左衛門。姓は度里、亘理とも。後に姓を先祖の鳥居へ復した。父は渡里忠吉。子に鳥居重政。
忠景より九代前の渡里氏・鳥居氏の祖である熊野新宮第19代別当行範（重氏）は紀伊熊野権現神職の家系であった。行範は平清盛から平氏姓を賜り平氏を称し、通称「鳥居法眼」と呼ばれた。行範の子・行忠は承久3年（1221年）の承久の乱後に、三河矢作庄へ移り土着し名も渡里忠氏と改めた。
南北朝の動乱の中、三河渡里を本拠としていた忠景は南朝方の新田義貞に従った。忠景は大力で弓にも秀でていたが、延元3年/建武5年（1338年）に義貞が越前藤島の燈明寺畷で戦死すると（藤島の戦い）、渡利村へ帰還し鳥居藤左衛門と名を改めた。
子孫に鳥居忠吉や元忠がいる。